# Alchemilla malyi
Alchemilla malyi é uma espécie de rosácea do gênero Alchemilla, pertencente à família Rosaceae.